# Annihilus
Annihilus es un supervillano ficticio que aparece en cómics estadounidenses publicado por Marvel Comics, principalmente como un adversario de los Cuatro Fantásticos y apareció por primera vez en Fantastic Four Annual # 6, publicado en noviembre de 1968. Fue creado por el escritor Stan Lee y el artista Jack Kirby. Fue responsable de los ataques en el evento de cómic "Aniquilación ".
Annihilus ha sido en varias ocasiones el gobernante de la Zona Negativa, controlando a sus habitantes a través de su poderosa Barra de Control Cósmico. Primero se encontró con los Cuatro Fantásticos después de que Reed Richards descubriera cómo viajar a la Zona Negativa desde la Tierra. A lo largo de los años, chocó con los Cuatro Fantásticos en muchas ocasiones, a menudo con el grupo frustrando sus planes de invadir la Tierra. Él es a menudo el compañero de Blastaar, quien comenzó como un rival de la regla de Annihilus de la Zona Negativa antes de convertirse en aliados.
Luego lideraría una enorme flota de naves espaciales desde la Zona Negativa al universo principal, desencadenando la Ola de Aniquilación al destruir o subyugar muchos planetas. A la armada se opusieron varios héroes cósmicos como Star-Lord, Drax el Destructor y Silver Surfer, y finalmente fue detenida por la entidad cósmica Galactus, matando a Annihilus en el proceso, pero más tarde renació como un niño en el después de la historia de "Aniquilación".
Annihilus ha aparecido en varios medios de Marvel, incluidos varios shows de los Cuatro Fantásticos, The Super Hero Squad Show, The Avengers: Earth's Mightiest Heroes, Hulk and the Agents of S.M.A.S.H. y Ultimate Spider-Man. En 2009, fue clasificado como Annihilus IGN 94.º más grande villano de cómic de todos los tiempos.

## Historia de publicación
El personaje apareció por primera vez en Fantastic Four anual #6 en 1968 y fue creado por Stan Lee y Jack Kirby. Tuvo un papel recurrente en la serie, incluyendo cuestiones en los números de 108-110, 181-183,251-256, 289-290 y en la serie Unlimited Fantastic Four.
Interpretó un pequeño papel en la serie Guerra-Kree Skull y en algunos números de Los Vengadores. Otras apariciones del personaje incluyen Los Vengadores Vol. 1 #140-141 y el número 233, de Marvel Team-Up.
El personaje fue el principal antagonista en la serie: Aniquilación, que aparece en el prólogo, el segundo número de la miniserie de Silver Surfer y todos los seis números del título principal. Murió en cuestión de seis, pero desde entonces ha sido renacido. Apareció como un niño en guerra de King Ascension #2.

## Biografía
Annihilus se encontró por primera vez con Los 4 Fantásticos cuando entraron en la zona negativa en busca de antipartículas necesarias para tratar a Sue de sus complicaciones de embarazo relacionadas con rayos-cósmicos. Los subordinados de Annihilus capturaron a los héroes, pero se escaparon, y robaron su barra de control. Volvieron después de que el desvío de las antipartículas necesarias y regresaron a la Tierra.
Annihilus fue desafiado por Janus el Nega-Man, un científico de investigación, que desarrolló un módulo capaz de aprovechar la energía antimateria dentro de la Zona Negativa. Annihilus ha derrotado a Jano, obligando al Nega-hombre para conducirlo a la Tierra, pero en lugar Jano, fue asesinado al parecer la explosión en la atmósfera donde la materia se reúne la antimateria. Annihilus casi cruzó hacia la Tierra a través de uno de los portales de Mr. Fantástico, pero fue rechazado por Los Vengadores. Annihilus luchó con los Cuatro Terribles, y una vez más trató de escapar de la zona negativa, pero fue frustrado por Spider-Man y la Antorcha Humana.
Al sentir un gran poder dentro de Franklin Richards, Annihilus lo secuestró, junto con los 4 fantásticos, Medusa, Wyatt Wingfoot y Agatha Harkness en la Zona Negativa. Usó una máquina para liberar prematuramente el potencial de poder completo del niño, con la esperanza de transferir las energías gastadas en sí mismo. Los Cuatro Fantásticos  derrotaron a Annihilus y escaparon de regreso a la Tierra. Annihilus tarde aliado con el señor fantástico contra el Pensador Loco.
Blastaar, un señor de la guerra de la Zona Negativa, robó la barra de control y dejó a Annihilus para morir. Desesperado, Annihilus trató de escapar a la Tierra. Fue derrotado por los Vengadores y los Cuatro Fantásticos, antes de regresar a la Zona Negativa. Él fue revivido por Blastaar y recuperó la barra de control.
Annihilus atacó la dimensión de Asgard, el hogar de los dioses nórdicos, pero fue repelido por el rey Odin. Annihilus más tarde secuestraron a un Odin dormir, transportándolo a la Zona Negativa para robar su poder. Annihilus fue derrotado por Thunderstrike.
Poco después, Annihilus y Blastaar unieron fuerzas con el señor de la guerra de la Zona Negativa, Syphonn. Durante un enfrentamiento con Adam Warlock, Annihilus y Blastaar traicionaron a Syphonn, lo que le permitió ser derrotado.
Annihilus comenzó a liderar la Ola de Aniquilación, una enorme flota de naves de guerra de la Zona Negativa, aparentemente pretendiendo tener el objetivo de conquistar el universo. Él afirma que el universo se está expandiendo en áreas de la Zona Negativa, haciendo que el universo ahora con razón su territorio. Sus fuerzas destruyen el Kyln, una estación de energía intergaláctica y la prisión de máxima seguridad, y el planeta Xandar, sede del Cuerpo Nova. Se alía con Thanos y dos seres que fueron atrapados en el Kyln por Galactus, Tenebrous y Aegis. Tenebrous y Aegis derrotan a Galactus y Silver Surfer, y los dos están conectados a un mecanismo gigante en la nave espacial de Annihilus. El objetivo de Annihilus es en realidad crear una poderosa bomba cósmica de poder que destruirá el Universo y la Zona Negativa, dejando a Annihilus como el único sobreviviente. Drax y Silver Surfer logran liberar a Galactus, quien destruye la Ola de aniquilación. Nova lucha y mata a Annihilus. Annihilus más tarde renació como un bebé con todos los recuerdos originales.
Durante la Guerra de los Reyes, la Zona Negativa es invadida por Darkhawk y su aliado Talon. Descubren que el niño Annihilus y su Barra de Control Cósmico han sido colocados bajo el cuidado de un señor menor de la Zona Negativa, Catastrophus. Catastrophus había estado usando la Barra de Control Cósmico para obstaculizar el desarrollo del niño Annihilus, con la esperanza de prolongar su propia regla. Talon mató a Catastrophus y tomó la Barra de Control, antes de llamar al niño Annihilus y pedirle que recordara en el futuro que había salvado la vida de la criatura.
Durante una incursión posterior en la Zona Negativa, Johnny Storm descubre que las fuerzas de Annihilus han sido reconstruidas a "niveles de asalto previos al Crunch", pero actualmente están envueltos en una lucha con las fuerzas de Blastaar. Una parte central de esa lucha es una ciudad construida a partir de los restos de la Prisión Alfa de la Zona Negativa. La guerra se complica aún más por la participación de los Inhumanos Universales.
La Antorcha Humana muere deteniendo a una horda de alienígenas de la Zona Negativa. Más tarde, cuando Reed Richards abre una ventana a la Zona Negativa y amenaza a Annihilus con el Nulificador Supremo, Annihilus a cambio esgrime el uniforme de Johnny para Reed.
Annihilus usa cirugía regenerativa para revivir la Antorcha Humana, convirtiéndolo en un gladiador cuando se niega a reabrir el portal desde la Zona Negativa.
Annihilus es contactado por una versión alternativa de Reed Richards (uno de los últimos sobrevivientes del Consejo de Juncos ) a través del Culto de la Zona Negativa, un movimiento religioso que adora a Annihilus. Como parte de un plan para orquestar un evento conocido como la "Guerra de las Cuatro Ciudades", Richards ofrece abrir un portal masivo entre la Zona Negativa y la Tierra, permitiendo el paso de la Ola de Aniquilación. Annihilus está de acuerdo y envía fuerzas para atacar el Edificio Baxter y asegurar su entrada a la Zona Negativa.
Johnny Storm se entera del plan y recluta a la Brigada Ligera de los Inhumanos en un levantamiento, atacando a las fuerzas de Annihilus mientras se preparan para cruzar. Con la ayuda del miembro de la Brigada Ligera Kal Blackbane, Johnny arranca la Barra de Control Cósmico lejos de Annihilus, y toma el control de la armada de la Ola de Aniquilación, usándola para luchar contra la flota Kree así como contra los Locos Celestiales. Annihilus es capturado y una correa se coloca alrededor de su cuello.
Luego de una rebelión por elecciones libres en la Zona Negativa, Annihilus gana como candidato por escrito al nuevo líder de la Zona Negativa, con 14,980,336,901,214 votos para él.
Durante la historia de Infinity, Annihilus aparece como miembro del Consejo Galáctico.
Más tarde se revela que Annihilus todavía está atrapado en forma de niño, y ha estado usando un sustituto mecanizado para las apariciones públicas. Tratando de regresar a un tamaño más impresionante, tiene a sus agentes para arreglar el secuestro de Bruce Banner. Después de que sus científicos estudian la fisiología de Banner y aprenden qué le permite transformarse en Hulk, Annihilus se transforma en una forma gigantesca y más monstruosa. Con esta nueva forma, Annihilus y su ejército hacen otro intento de conquistar el universo. Tienen éxito, asolando muchos mundos y matando a la mayoría de los héroes de la Tierra. Sin embargo, con la ayuda de Above-All-Others, Thanos y Adam Warlock pueden viajar en el tiempo y evitar que la invasión de Annihilus ocurra. Luego, Warlock usa sus poderes para convertir a Annihilus en un insecto primitivo, que luego es pisoteado por Thanos.
Annihilus, ahora de vuelta a una forma más estándar, más tarde comienza a secuestrar y esclavizar a sobrevivientes de naufragios en un mundo desolado. Usando las Nega-Bandas Nega para abrir un portal fuera de la Zona Negativa, Annihilus planea destruir la Tierra y el resto del universo usando un poderoso cañón de energía. Sin embargo, se ve frustrado por los All-New, All-Different Avengers, que son capaces de robar los Nega-Bands y destruir el arma.

## Poderes y habilidades
Annihilus es capaz de volar con una máquina de "Auroimpulso" y puede soportar el vacío del espacio. Viste una "armadura" aunque en realidad es un exoesqueleto de insectoide con algunos componentes blindados que le otorga resistencia a la mayoría de las formas de lesiones (temperaturas extremas, fuerza balística, viñetas, etc.).
Annihilus usa el cetro de control cósmico, un arma de gran potencia. Le permite manipular la energía cósmica y manipular la estructura molecular de la materia. El cetro es capaz de realizar proyecciones de grandes cantidades de energía ya sea destructiva o no, y fuerza definitivamente inmensa. La exposición continua a las energías cósmicas de la varilla también ha retrasado el proceso de envejecimiento de su portador, haciendo a Annihilus virtualmente inmortal. Aunque no siempre suele dedicarse enfrentarse a sus rivales en combate directo, Annihilus ha demostrado ser un oponente formidable y fue capaz de derrotar la La Mole, Thor, Nova Prime, Quasar y Blastaar en peleas individuales con relativa facilidad. Annihilus también a veces usa pistolas de energía basados en la tecnología de Tyannan que ha modificado.
En Aniquilación: Nova, Annihilus mató a Quasary y obtuvo sus bandas de Quantum, añadiendo al poder de Annihilus. Mediante el uso de estos en combinación con la mayoría de sus reservas de energía de tiendas, Annihilus fue capaz de soportar una explosión masiva de Galactus en la serie de aniquilación. Mientras que la explosión destruyó todo su ejército, junto con varios sistemas solares, Annihilus logró sobrevivir.
También dirige una élite guardia personal, los Centuriones, 200 extraterrestres superpoderosos, cada uno desde un mundo diferente de la zona negativa. Son extremadamente leales a él y formar un ejército devastadoramente efectivo.
Fantastic Four #600 revela que Annihilus renace siempre de la muerte, como fue en la conclusión de la miniserie de Aniquilation. Esto es descrito por Annihilus como "resurrección interminable... no puede dejar de vivir."

## Otras versiones

### Age of Apocalypse
Cuando el mutante conocido como Legión viajó en el tiempo para matar a Magneto, el némesis de su padre, para evitar que Xavier lidiara con años de conflicto, para que Charles pudiera ser un verdadero padre para él, Legión falló y accidentalmente mató a Xavier.
Con la batalla entre Legion y un equipo de X-Men enviado a tiempo atrás para detenerlo visto en televisión en todo el mundo, los mutantes fueron revelados por primera vez una década antes de ser vistos en el Universo Marvel normal. Apocalypse tomó la decisión de avanzar en su búsqueda de la creación de un mundo a su imagen: un mundo en el que los mutantes gobernaban y Survival of the Fittest era la única ley.

### Mangaverse
En Marvel Mangaverse, Annihilus es un monstruo gigantesco de 100 pies de altura (30 m) que ataca la Tierra para destruirla. Él es confrontado y derrotado por los Cuatro Fantásticos.

### Ultimate Marvel
Los Ultimate Fantastic Four se encontraron con una criatura similar a Annihilus en su primera incursión en la Zona-N. Las máquinas de traducción implantadas en los trajes espaciales de los Cuatro se refirieron a la criatura Nihil, aunque el propio Nihil declaró que este es un título de casta y no su nombre propio. Nihil gobernó sobre una estación espacial compuesta por los restos fusionados de varias naves espaciales alienígenas. Orbitó cerca de una estrella enana roja en busca de calor porque toda la Zona-N está experimentando decaimiento entrópico.

## En otros medios

### Televisión
- Annihilus apareció en el episodio de Spider-Man and His Amazing Friends en el episodio De "La prisión de parcela", como una ilusión creada por el cerebro.
- Annihilus apareció en el episodio de la serie animada de Los 4 Fantásticos de 1994 en el episodio de "Here Comes The Negative Zone", siendo interpretado por Clyde Kusatsu.
- Annihilus aparece en Fantastic Four: The Most Greates Heroes, interpretado por Scott McNeil.
- Annihilus apareció en el episodio The Super Hero Squad Show en el episodio "End of The Wolrd, Part 2" siendo su voz de Dee Bradley Baker.
- Annihilus apareció en The Avengers: Earth's Mightiest Heroes en el episodio, "Asalto a la 42", liderando la ola de aniquilación en un ataque a la prisión 42.
- Annihilus apareció en varias caricaturas de Disney XD, con la voz de Robin Atkin Downes:
  - Annihilus aparece en Hulk and the Agents of S.M.A.S.H., primera temporada. En el episodio 1, "Portal hacia la Destrucción, Parte 1", Annihilus llegó a Vista Verde para extraer la energía gamma para invadir la Tierra, y desata un Skaar controlado por la mente para luchar contra Hulk. Al obtener el Cañón Gamma, Skaar lo dispara al portal de la Zona Negativa, lo que permite a Annihilus y su ejército invadir la Tierra. Después de que el primer intento de invasión salió mal, Annihilus tiene a Skaar que se escapa con Red Hulk. En el episodio 2, "Portal hacia la Destrucción, Parte 2", Annihilus tiene un dispositivo de control mental en Red Hulk, y lo envía a él y a Skaar para atacar la nave que Hulk, She-Hulk y A-Bomb solían ingresar a la Zona Negativa. Después de que Hulk liberó a Red Hulk y Skaar del dispositivo de control mental, Hulk y Red Hulk sospechan que alguien de la Tierra ha suministrado a Annihilus los dispositivos de control mental. Mientras que los otros luchan contra los secuaces de Annihilus, Hulk termina enfrentando a Annihilus, quien estrella el mini jet de Hulk. Hulk agarra la varilla de control cósmico de Annihilus, rompiéndola doblándola en dos, dejando a Annihilus sin poder. Más tarde se reveló que Líder fue quien suministró a Annihilus la tecnología de control mental. En el episodio 12, "Dentro de la Zona Negativa", se ve a Annihilus con el Líder, donde se demostró que Líder había confiscado la varilla de control cósmico de Annihilus y la había modificado. Después de que Lider fue derrotado por Hulk, Annihilus recuperó la Barra de control cósmico y escapó.
  - Annihilus apareció también en la tercera temporada Ultimate Spider-Man: Web Warriors, en el episodio 25 "Concurso de Campeones, parte 3", el Gran Maestro lo emparejó con Attuma y Terrax contra el equipo de Spider-Man, Araña de Hierro, Agente Venom y Thor del Coleccionista.

### Videojuegos
- Annihilus aparece como un jefe en el juego de video de Los 4 Fantásticos del 2005, Lex Lang le da su voz al personaje. Y se enfrenta a El Señor Fantástico y La Mole en un laboratorio subterráneo mutado por radiación cósmica, que presumiblemente es la explicación para el origen de Annihilus dentro del juego.
- Annihilus también aparece en el juego de Blizzard Entertainment: Diablo II: Lord of Destruction como un encanto único y pequeño, que puede encontrarse sólo en un evento de servidor al azar y el carácter derrotando el jefe especial.
- Annihilus aparece en el videojuego de Marvel Super Hero Squad: The Infinity Gauntlet siendo su voz de Dee Bradley Baker. Colaborando con Nebulosa cuando el plan para utilizar el tiempo infinito Gem para mantenerse inmune a un tiempo una bomba que hará que todo el mundo más viejo. Annihilus y nebulosa son derrotados por la Mujer Invisible y Nova.
- Annihilus aparece como un personaje de villano de Marvel Super Hero Squad Online.
- Annihilus es un personaje jugable en el juego móvil Marvel: Contest of Champions de Kabam